# Parides panares
Parides panares är en fjärilsart som först beskrevs av Gray 1853.  Parides panares ingår i släktet Parides och familjen riddarfjärilar. Inga underarter finns listade i Catalogue of Life.

## Bildgalleri

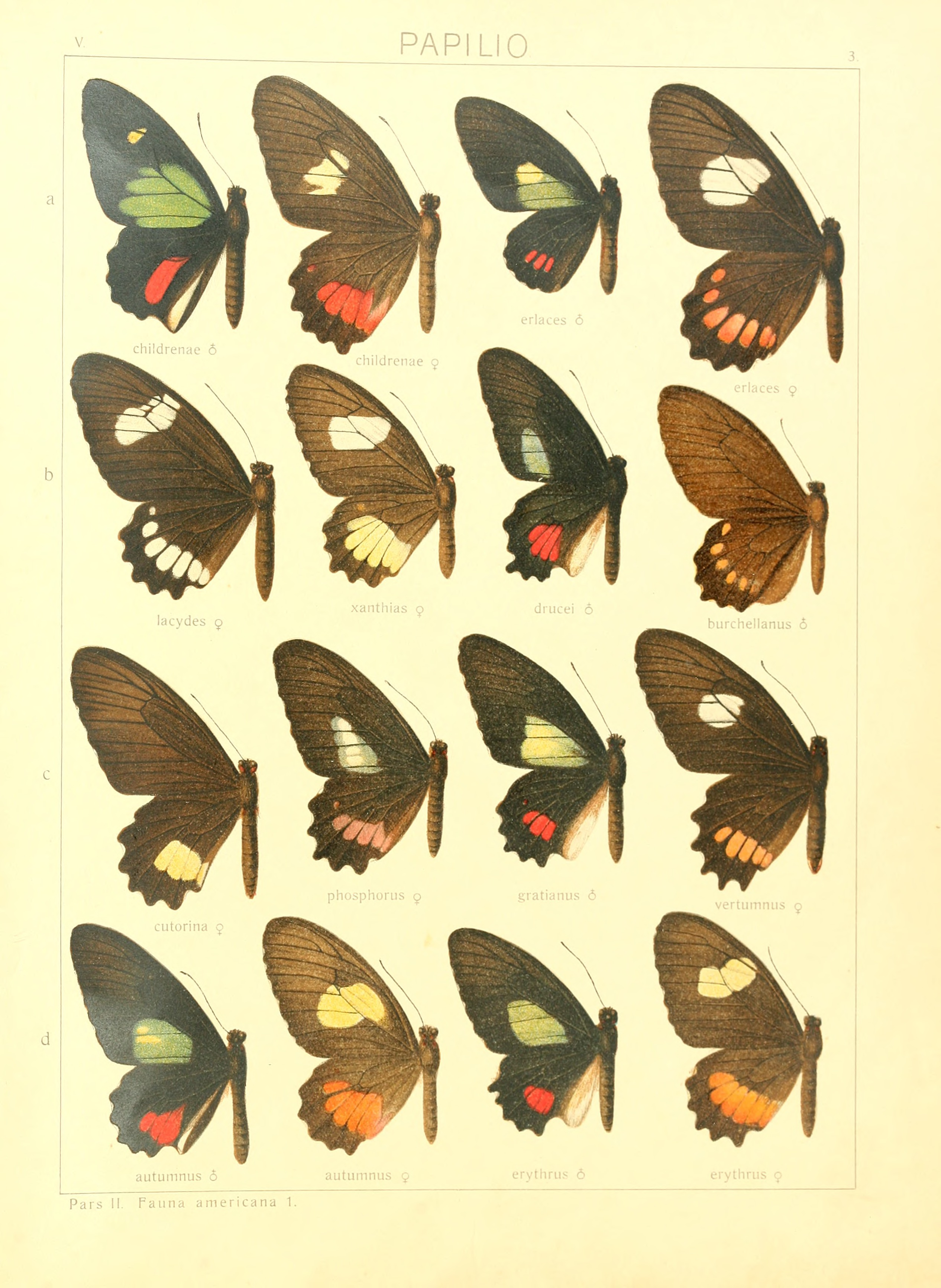
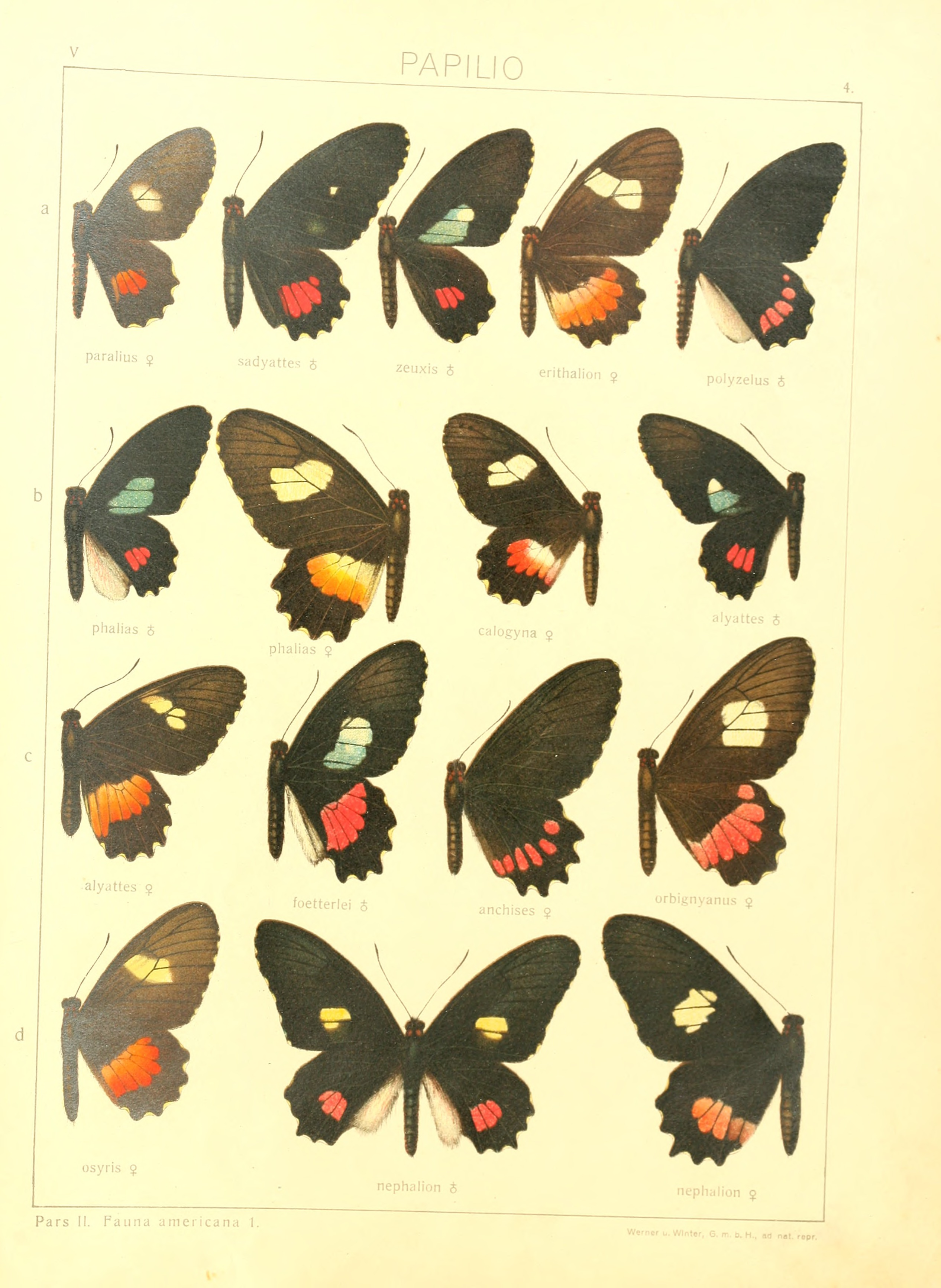